# Avignonské papežství
Avignonské papežství (francouzsky Papauté d'Avignon, italsky Papato di Avignone), známé jako takzvané avignonské zajetí (také tzv. „babylonské zajetí církve“), je období let 1309–1378, kdy papeži sídlili místo Říma v Avignonu ve Francii (město bylo odkoupeno jako samostatná enkláva až za papeže Klementa VI.). Poté až do roku 1430 byl Avignon sídlem vzdoropapežů.
Ve 14. století se papežský stát dostal pod silný vliv Francie a došlo k velkému úpadku katolické církve. Sídlo v Avignonu si vybudoval, prý kvůli lepším podmínkám pro chatrné zdraví, Klement V., který byl zcela závislý na francouzském panovníkovi. Také jeho následníci zůstávali zcela ve vleku francouzské politiky a papežský dvůr se luxusním životním stylem nijak nelišil od světských dvorů panovnických.
Jak pro Francii, tak pro papeže, bylo přesídlení sídla hlavy církve v mnoha ohledech výhodné. Papež byl pod ochranou silné Francie, které zase jeho přítomnost dodávala na prestiži. Francii také plynuly podíly z finančních příjmů papežské kurie. Také těžiště katolického světa se postupně začalo přesouvat do zaalpských zemí, ke kterým je z Avignonu mnohem blíž, přitom důležitá oblast severní Itálie byla ve stejné vzdálenosti jako z Říma. Papežové také postupně začali ztrácet vliv nad papežským státem a Itálie byla stále více rozdrobená a propadala se do množství rozbrojů jednotlivých měst, klanů a stran mezi císařem a papežem.

## Centralismus kurie

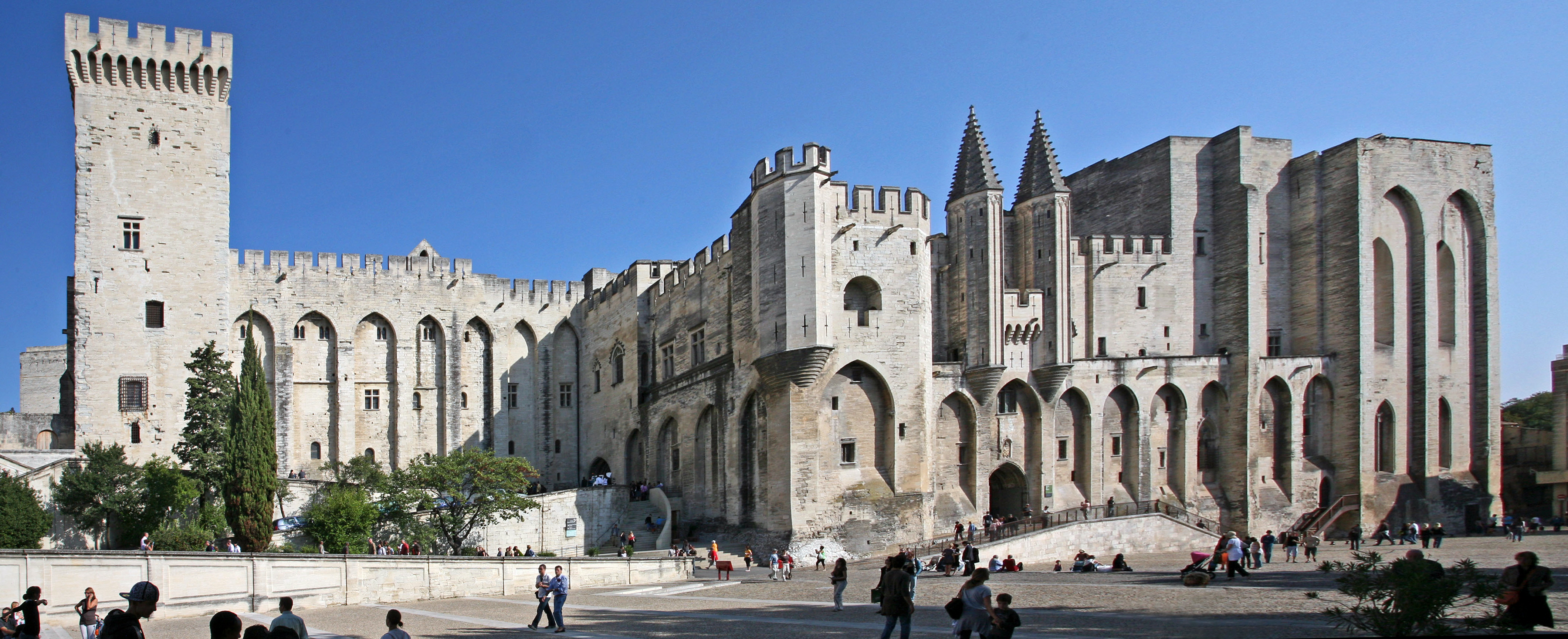
Papežský palác v Avignonu

Upevňování centralismu celé katolické církve je zřejmě nejvýraznější aspekt, kterým církvi období avignonského papežství přispělo. Do 14. století nebyly jednotlivé církevní organizace evropských zemí vázány velkými finančními závazky k papežské kurii. Navíc teprve nedávno došlo k osamostatnění církve od světských podporovatelů a například v českých zemích byl tento proces teprve dokončován. V průběhu 14. století neustále rostly finanční náklady kurie, a to nejen kvůli nákladnému životu papežského dvora v Avignonu. Především různé války v Itálii neumožňovaly výběr příspěvků z území náležících papeži.
V době Avignonského zajetí tak došlo k upevnění kontroly papeže a kurie nad celou církevní organizací, především za účelem výběru poplatků. Využíváno bylo poplatků jak starších, tak zcela nových. Známou metodou se staly například expektance, kdy uchazeč (kněz) o určitou faru nebo jiné církevní území platil kurii za to, že po smrti současného držitele byl upřednostněn jako jeho nástupce. Tento poplatek však často splácel až zpětně, což vedlo k finančnímu vyčerpávání daného území. Bylo také zavedeno množství jiných poplatků. Například často výnosy neobsazeného církevního území plynuly přímo kurii. Nejvíce se o upevnění centralismu a jeho rozvoj zasloužil Jan XXII., jenž byl už předtím zkušeným správcem s mnoha právními znalostmi. Potřeba kurie poté neustále rostla, a další papežové se stali na výběru těchto poplatků přímo závislí.
S nástupem centralismu také vyvstala velká potřeba úředníků a kontrolorů. Díky tomu papežský aparát v Avignonu neustále rostl. Nejvyšším orgánem byla papežská komora v čele s papežským komorníkem a pokladníkem. V té se vyhotovovalo obrovské množství listin, mířících do celé Evropy. Na území samotných biskupství pak byli vysíláni speciální úředníci, tzv. kolektoři, kteří měli často vyšší pravomoci, než samotní biskupové. Zcela do pozadí poté bylo zatlačeno kardinálské kolegium jako politická síla. Z kardinálů se postupně stali vysoce postavení papežští úředníci.

## Výnosy Avignonské kurie

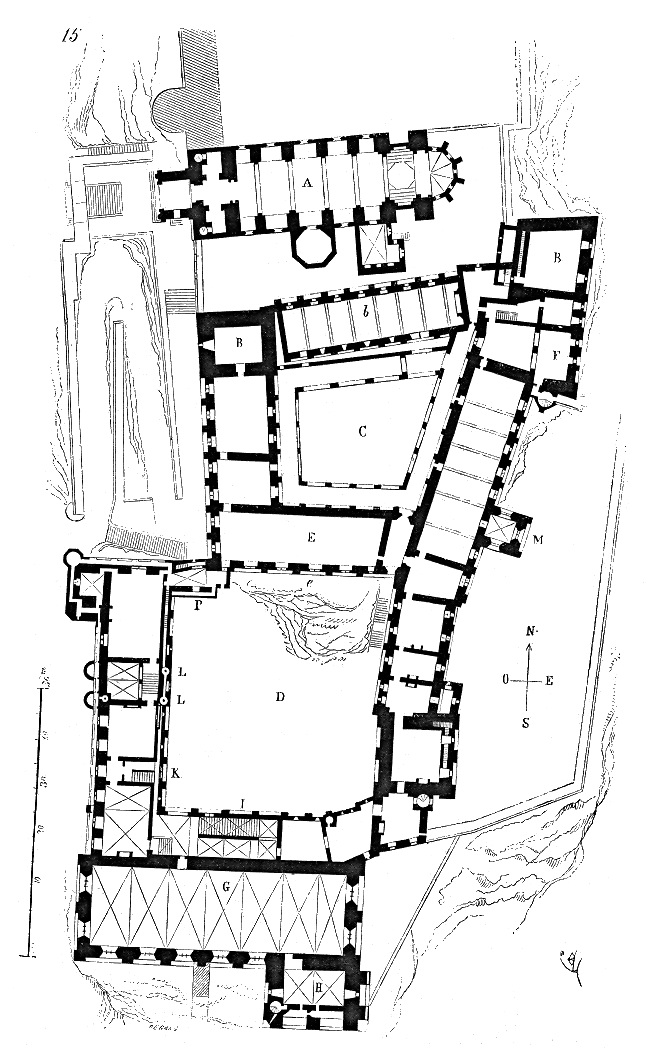
Půdorys papežského paláce v Avignonu

Díky aparátu plynulo každoročně do Avignonu obrovské množství peněz z celé Evropy. Ještě v roce 1316 při nástupu Jana XXII. bylo v papežské pokladně jen 70 000 zlatých. Jan XXII. však dosáhl ročního příjmu až 228 000 zlatých a na konci pontifikátu by tak měl okolo 4 000 000 zlatých. Boje s Ludvíkem Bavorem a boje v Itálii ale znamenaly, že většinu této částky utratil už za svého působení v čele církve. Za Benedikta XII. poklesly roční příjmy na 166 000 zlatých. Za pontifikátu Klimenta VI. (1342 – 1352) vzrostl příjem na asi 188 000 za rok a pod vedením Řehoře XI. se příjem zvedl až na neuvěřitelných 480 000 zlatých za rok. I přes tyto příjmy, které kurii řadily na čtvrté místo v Evropě (za Francii, Anglii a Neapolské vévodství), se postupně avignonští papežové zadlužovali. Benedikt XII. zanechal nástupci v pokladně ještě 1 000 000 zlatých, Kliment VI. už pouze něco okolo 300 000 a Urban V. (1362 – 1370) našel pokladnu již zcela prázdnou. Ohromné výdaje spolkly nejen různé boje za obnovení církevního státu, ale i výplaty úředníkům a vlastně vydržování celého papežského dvora v Avignonu.

## Konec Avignonského zajetí
Urban V. se v roce 1367 pokusil znovu usadit v Římě, ale kvůli nepřátelské až nebezpečné situaci se roku 1370 vrátil do Avignonu. O přenesení papežského stolce usiloval i jeho nástupce Řehoř XI., který se nakonec v Římě objevil v roce 1377.
Urban VI. byl pro podezření z duševní choroby sesazen a namísto něj zvolen Klement VII. Tím začala velká řada vzdoropapežů, když se oba muži vzájemně exkomunikovali a Klement VII. přesídlil opět od Avignonu. I po jejich smrti trvale zůstávali dva papežové, jeden v Římě a druhý v Avignonu. Evropské státy se rozdělily podle toho, kterému papeži stranily. Bylo to skandální období současně vládnoucích papežů, kdy prestiž papežského úřadu klesla na dno. Jednota církve byla obnovena až na kostnickém koncilu roku 1417 volbou Martina V.

## Seznam Avignonských papežů
- Klement V. (1305–1314)
- Jan XXII. (1316–1334)
- Benedikt XII. (1334–1342)
- Klement VI. (1342–1352)
- Inocenc VI. (1352–1362)
- Urban V. (1362–1370)
- Řehoř XI. (1370–1378)